# Dysstroma occidentata
Dysstroma occidentata är en fjärilsart som beskrevs av Taylor 1910. Dysstroma occidentata ingår i släktet Dysstroma och familjen mätare. Inga underarter finns listade i Catalogue of Life.